# Sandon Berg
Sandon Berg (Huntsville, 15 luglio 1971) è un produttore cinematografico e sceneggiatore statunitense.

## Biografia
Dopo aver terminato la scuola a Huntsville nel 1989, Berg ha iniziato a frequentare la lorida State University laureandosi in cinematografia. Si è poi trasferito a Los Angeles iniziando a lavorare per industrie cinematografiche. Ha conosciuto Michael D. Akers nel 1998, e crea insieme a lui la United Gay Network, una casa produttrice di film a tematica LGBT. Negli anni successivi ha girato vari film, tra cui Morgan, Gone, But Not Forgotten e Matrimonium.

## Filmografia

### Produttore
- Gone, But Not Forgotten, regia di Michael D. Akers (2003)
- Flirting with Anthony, regia di Christian Calson (2005)

### Produttore e sceneggiatore
- Matrimonium, regia di Michael D. Akers (2005)
- Phoenix, regia di Michael D. Akers (2006)
- Morgan, regia di Michael D. Akers (2012)